# Волков, Николай Александрович (токарь)
Николай Александрович Волков — советский хозяйственный, государственный и политический деятель, Герой Социалистического Труда.

## Биография
Родился в 1913 году в Симбирске. Член КПСС с 1943 года.
С 1929 года — на хозяйственной, общественной и политической работе. В 1929—1976 гг. — слесарь Ульяновского машиностроительного завода им. Володарского, слесарь в совхозе «Нарым» в Узбекской ССР, токарь, мастер на Ульяновском машиностроительном заводе имени Володарского, участник Великой Отечественной войны, токарь-расточник на Ульяновском машиностроительном заводе имени Володарского, на Ульяновском автомобильном заводе, токарь-расточник Ульяновского завода тяжёлых и уникальных станков Министерства станкостроительной и инструментальной промышленности СССР.
Досрочно выполнил личные социалистические обязательства и плановые производственные задания Восьмой пятилетки (1965—1970). Указом Президиума Верховного Совета СССР (неопубликованным) от 5 апреля 1971 года «за выдающиеся трудовые успехи, достигнутые в выполнении заданий пятилетнего плана, выпуск продукции высокого качества и активное участие в создании новой техники» удостоен звания Героя Социалистического Труда с вручением ордена Ленина и золотой медали Серп и Молот.
Избирался депутатом Верховного Совета СССР 7-го созыва.
Умер в Ульяновске в 2001 году.